# مالكوم ماكفيرسن
مالكوم ماكفيرسن (بالإنجليزية: Malcolm MacPherson)‏ (23 أغسطس 1943 - 17 يناير 2009)؛ صحفي وروائي أمريكي.